# Los Angeles Historic-Cultural Monument
Ein Los Angeles Historic-Cultural Monument, abgekürzt LAHCM oder auch nur Historic-Cultural Monument, abgekürzt HCM, in Deutsch Historisches Kulturdenkmal, ist ein wichtiges Bauwerk, das von der Kommission für kulturelles Erbe des Großraums Los Angeles in Kalifornien nach seiner Bedeutung bezüglich Architektur, Geschichte und Kultur ausgesucht wurde. Nach Ansicht der Kommission ist so ein Bauwerk es wert, in seinem Erscheinen für die Nachwelt erhalten zu werden.

## Geschichte
Es begann 1958 mit der Gründung des Historic Buildings Committee durch den kalifornischen Verband des American Institute of Architects (AIA). Zu der Zeit modernisierte sich Los Angeles kontinuierlich, so dass historisch wertvolle Gebäude drohten unwiederbringlich verloren zu gehen. Das Komitee versuchte ein allgemeines Erhaltungsprogramm in Zusammenarbeit mit den lokalen Behörden, kulturellen und kommerziellen Organisation wie auch hochrangige Entscheider in städtischen Gremien und Parlamenten zu etablieren. 1962 wurde die von der AIA eingebrachte Verordnung zum Schutz von historischen Kulturdenkmälern verabschiedet. Die mit der Auswahl von Bauwerken beauftragte Organisation hieß zuerst Cultural Heritage Board und wurde später in Cultural Heritage Commission umbenannt.
Von 1962 bis 1972 wurden 101 Bauwerke und Wahrzeichen in die Liste aufgenommen. Im Juni 2022 waren es über 1250.

## Schutz
Ein Platz auf der Liste der LAHCM schützt nicht vor dem Abriss, Entkernung oder Umbau. Allerdings muss die Zustimmung der Kommission eingeholt werden. Diese kann einen Abriss um bis zu ein Jahr hinauszögern.